# Salvador Dana Montaño
Salvador Dana Montaño (1906-1992) fue un político y abogado argentino (santafecino), especializado en Derecho Constitucional y municipal.

## Biografía
En 1939 fue presidente del Consejo Municipal de Cultura de la Ciudad de Santa Fe.
Salvador Dana Montaño perteneció al grupo nacionalista católico-hispanista que tuvo importante influencia en la Revolución del 43. En 1943 fue interventor por un breve período de la Universidad Nacional del Litoral designado por Gustavo Martínez Zuviría cuando se desempeñaba como Ministro de Justicia e Instrucción Pública, bajo la presidencia (de facto) de Pedro Pablo Ramírez (1943-1944).
También se dedicó a la historia de la Provincia de Santa Fe, perteneciendo a la La Junta Provincial de Estudios Históricos de Santa Fe.
Fue fundador y director del Instituto de Investigaciones Jurídico-Políticas de la Universidad Nacional del Litoral. Fue miembro del Centro de Estudios Hispanoamericanos. Fue presidente de la Sociedad Argentina de Escritores (SADE), Sucursal Santa Fe.

## Obras
- Introducción a la política científica (1939)[3]
- Estudios de política y derecho municipal (1962)
- La universidad en el pensamiento de los intelectuales católicos (1967)
- Autonomía municipal (1982)